# 阿蒂西亚 (加利福尼亚州)
阿蒂西亚（英語：Artesia）是美国加利福尼亚州洛杉矶县下属的一座城市。建市于1959年5月29日，面积大约为1.62平方英里（4.2平方公里）。根据2020年美国人口普查，该市有人口16,395人。

## 地理
该市北部与诺沃克接壤，西部、南部、东部被喜瑞都包围。